# Nesokia
Nesokia (Nesokia) – rodzaj ssaków z podrodziny myszy (Murinae) w obrębie rodziny myszowatych (Muridae).

## Rozmieszczenie geograficzne
Rodzaj obejmuje gatunki występujące w Azji i Afryce (północno-wschodni Egipt).

## Morfologia
Długość ciała (bez ogona) 150–260 mm, długość ogona 91–270 mm, długość ucha 16–21 mm, długość tylnej stopy 29–58 mm; masa ciała 96–519 g.

## Systematyka
Rodzaj zdefiniował w 1842 roku angielski zoolog John Edward Gray w artykule zatytułowanym „Opisy kilku nowych rodzajów i pięćdziesięciu niezarejestrowanych gatunków ssaków”, opublikowanym w czasopiśmie The Annals and magazine of natural history. Gatunkiem typowym jest (oznaczenie monotypowe) nesokia indyjska (N. indica).

### Etymologia
- Nesokia (Nesocia): „najwyraźniej z rodzimej nazwy, ale niezależnie od tego, czy pochodzi od Nesoki, nazwy zwyczajowej użytej przez Graya w 1843 roku, czy też to drugie pochodzi od Nesokia, nie jest już takie oczywiste”[10][11].
- Spalacomys: gr. σπαλαξ spalax, σπαλακος spalakos ‘kret’; μυς mus, μυoς muos ‘mysz’[12]. Gatunek typowy (oznaczenie monotypowe): Spalacomys indicus W. Peters, 1860 (= Arvicola indica J.E. Gray, 1830).
- Erythronesokia: gr. ερυθρος eruthros ‘czerwony’; rodzaj Nesokia J.E. Gray, 1842[4]. Gatunek typowy (oznaczenie monotypowe): Erythronesokia bunnii Khajuria, 1981.

### Podział systematyczny
Do rodzaju należą następujące występujące współcześnie gatunki:
| Grafika | Gatunek        | Autor i rok opisu | Nazwa zwyczajowa     | Podgatunki         | Rozmieszczenie geograficzne | Podstawowe wymiary                        | Status IUCN |
| ------- | -------------- | ----------------- | -------------------- | ------------------ | --- | ----------------------------------------- | ----------- |
|         | Nesokia indica | (J.E. Gray, 1830) | nesokia indyjska     | gatunek monotypowy | północny Egipt (Delta Nilu). Azja Zachodnia, Iran i południowa Azja Środkowa na wschód do północno-zachodniej Chińskiej Republiki Ludowej i środkowego Bangladeszu; zakres wysokości: 0–1600 m n.p.m. | DC: 15–20 cm DO: 9,1–15 cm MC: 63–320 g   | LC          |
|         | Nesokia bunnii | (Khajuria, 1981)  | nesokia długoogonowa | gatunek monotypowy | endemit Iraku (doliny rzek Tygrys i Eufrat) | DC: 23–26 cm DO: 20–27 cm MC: około 519 g | EN          |

Kategorie IUCN:  LC  – gatunek najmniejszej troski,  EN  – gatunek zagrożony.
Opisano również gatunek wymarły z plejstocenu dzisiejszych Indii:
- Nesokia panchkulaensis Raghavan, 1989